# Don Gummer
Don Gummer (Louisville, 12 dicembre 1946) è uno scultore statunitense.
È stato sposato con l'attrice Meryl Streep.

## Biografia
Don Gummer è nato a Louisville in Kentucky, ed è cresciuto in Indiana. Ha studiato alla Ben Davis High School di Indianapolis e successivamente, dal 1964 al 1966, alla Herron School of Art sempre ad Indianapolis. Dal 1966 al 1970 ha studiato alla School of the Museum of Fine Arts di Boston e ha infine completato i suoi studi alla Yale University, in Connecticut, dove ha ricevuto il Bachelor of Arts ed il Master of Fine Arts. Alcune importanti commissioni sono state una mostra all'aperto permanente al Butler Institute of American Art a Youngstown in Ohio e una fontana per New Harmony in Indiana.

## Vita personale
Gummer è stato sposato negli anni sessanta con Peggy Lucas, ma i due divorziarono. Nel 1978 ha sposato l'attrice Meryl Streep con cui ha avuto quattro figli: il musicista e cantante Henry Wolfe (1979), l'attrice Mamie Gummer (1983), l'attrice Grace Gummer (1986) e la modella Louisa Gummer (1991).
Gummer e Streep fanno donazioni ogni anno a organizzazioni d'arte ed istituti scolastici, tra cui il Vassar College, scuola in cui la stessa Streep studiò. La coppia si è separata nel 2017, annunciando il divorzio nell'ottobre 2023.